# G3 (Computer)

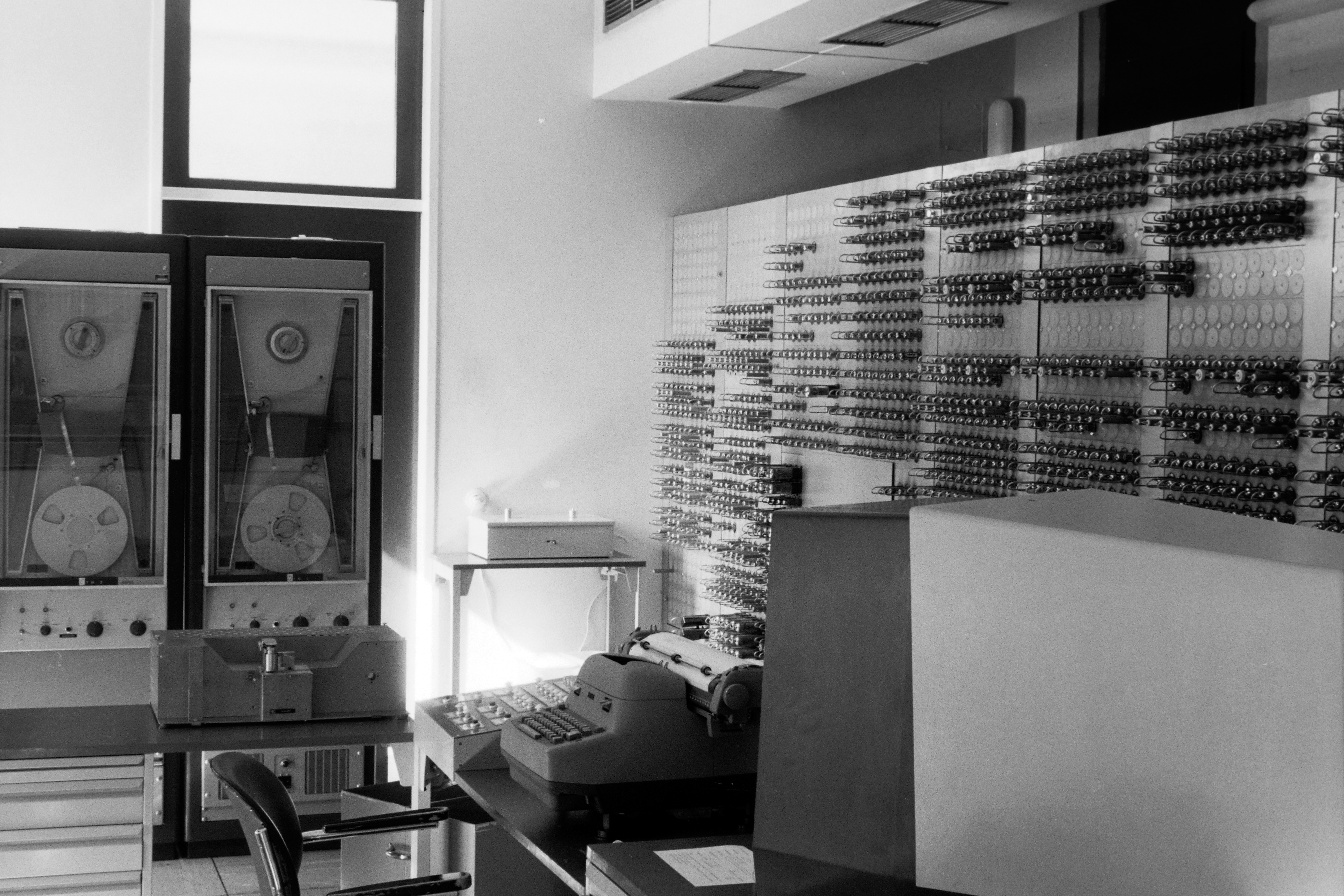
Die G3 im Jahr 1966 mit Bedien-Schreibmaschine in der Mitte, Bildschirm rechts sowie Magnetbandgeräten und Lochstreifenleser links

Die Elektronische Rechenmaschine G3 oder kurz G3 war ein unter der Leitung des Physikers Heinz Billing im Max-Planck-Institut für Physik konstruierter und als Einzelstück gebauter Computer und wurde dort von 1960 bis 1972 betrieben.

## Geschichte
Die G3 war Nachfolgemodell der G1 und G2 und wie diese nach Göttingen benannt, dem Sitz des Max-Planck-Instituts für Physik bis zu dessen Verlegung nach München 1958.
Den Ausgangspunkt der Entwicklung der G1 bis G3 bildeten praktische Probleme aus dem Bereich der theoretischen Physik und Astrophysik, wegen derer Ludwig Biermann, Leiter der astrophysikalischen Institutsabteilung, ab 1949 das Projekt einer automatischen programmgesteuerten digitalen Rechenmaschine (G1) vorantrieb.
Vorarbeiten und Planungen zur G3 begannen 1953, die eigentliche Entwicklung Anfang 1955 zeitgleich mit Inbetriebnahme der G2 und der Aufbau im Herbst 1956. Mit dem Umzug nach München 1958 ging die G1 außer Betrieb; die G2 und G3 wurden zerlegt und in München wieder montiert.
Eingeweiht wurde die G3 im Dezember 1960 im Abteilungslabor am neuen Standort München. Wegen ihrer großen Zuverlässigkeit von Anfang an und der leichten Bedienbarkeit wurde danach die G2 kaum noch genutzt, so dass sie diese im September 1961 im Hauptgebäude des Max-Planck-Instituts ersetzte. Später wurde die G3 noch um Magnetbandgeräte und einen schwarzweißen Bildschirm zur Ausgabe von Kurven ergänzt.
Im Laufe der Jahre bekam die G3 zunehmend Konkurrenz durch kommerzielle Großrechenanlagen im Garchinger Rechenzentrum, wie die IBM 7090 (1962) und ihren dortigen Nachfolger IBM 360/91 (1967).
Am 9. November 1972 nahm Heinz Billing die G3 in einer Feierstunde außer Betrieb.

## Architektur

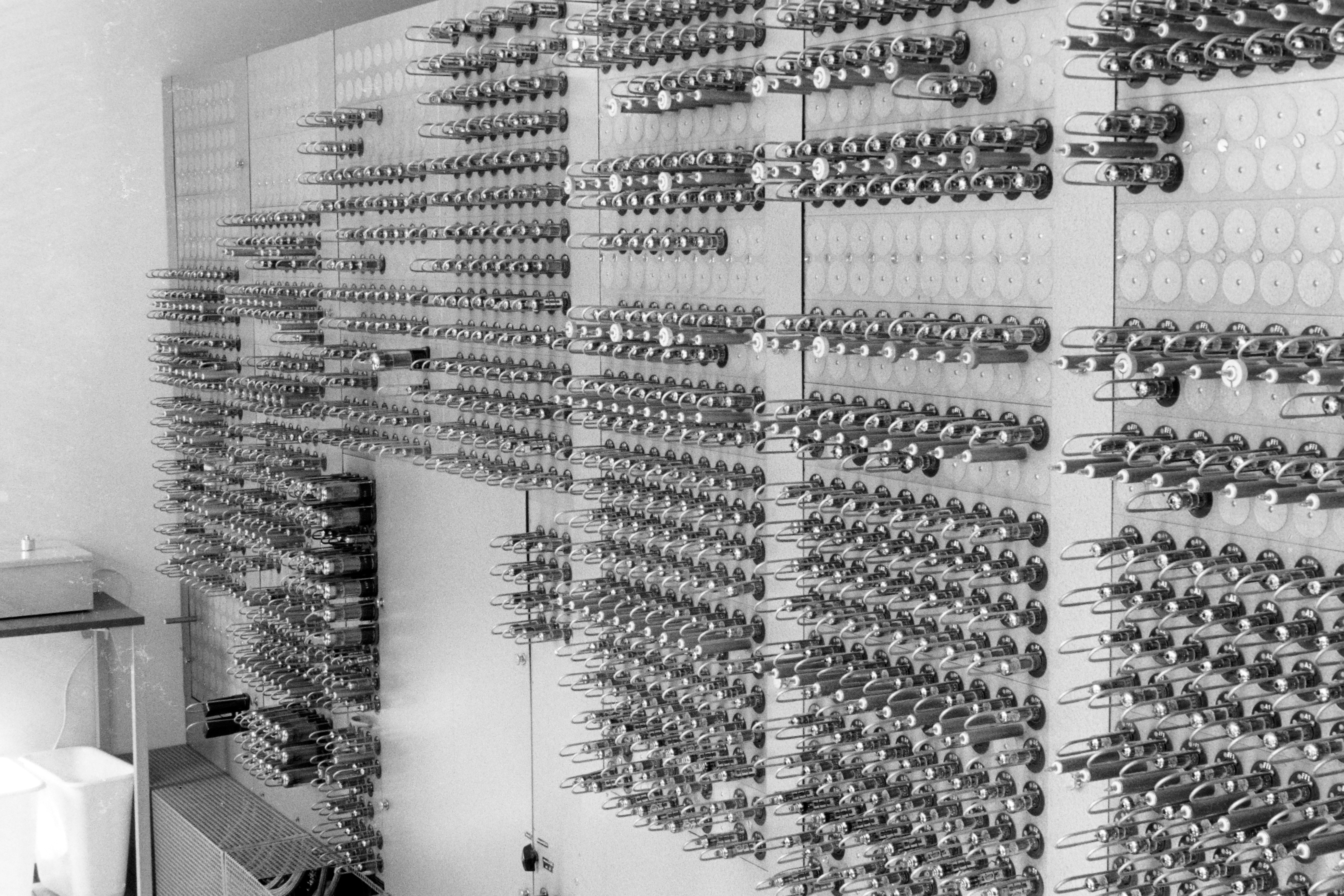
Nahansicht mit verschiedenen Rechenregistern rechts und Ein-/Ausgabesteuerung links

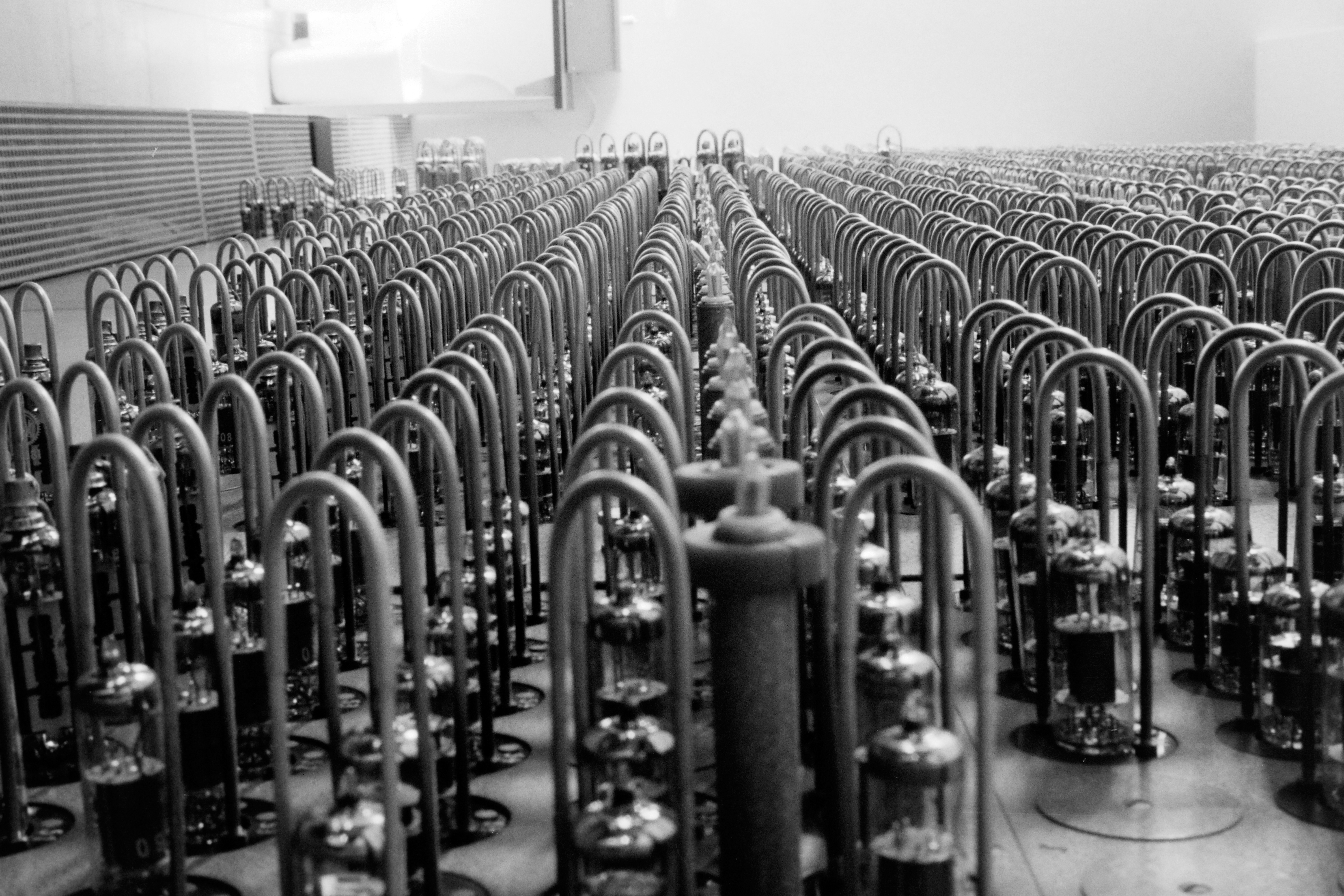
Als Flipflop geschaltete Doppeltrioden in Wechselhalterung, dazwischen eine Reihe Glimmlampen zur Statusanzeige

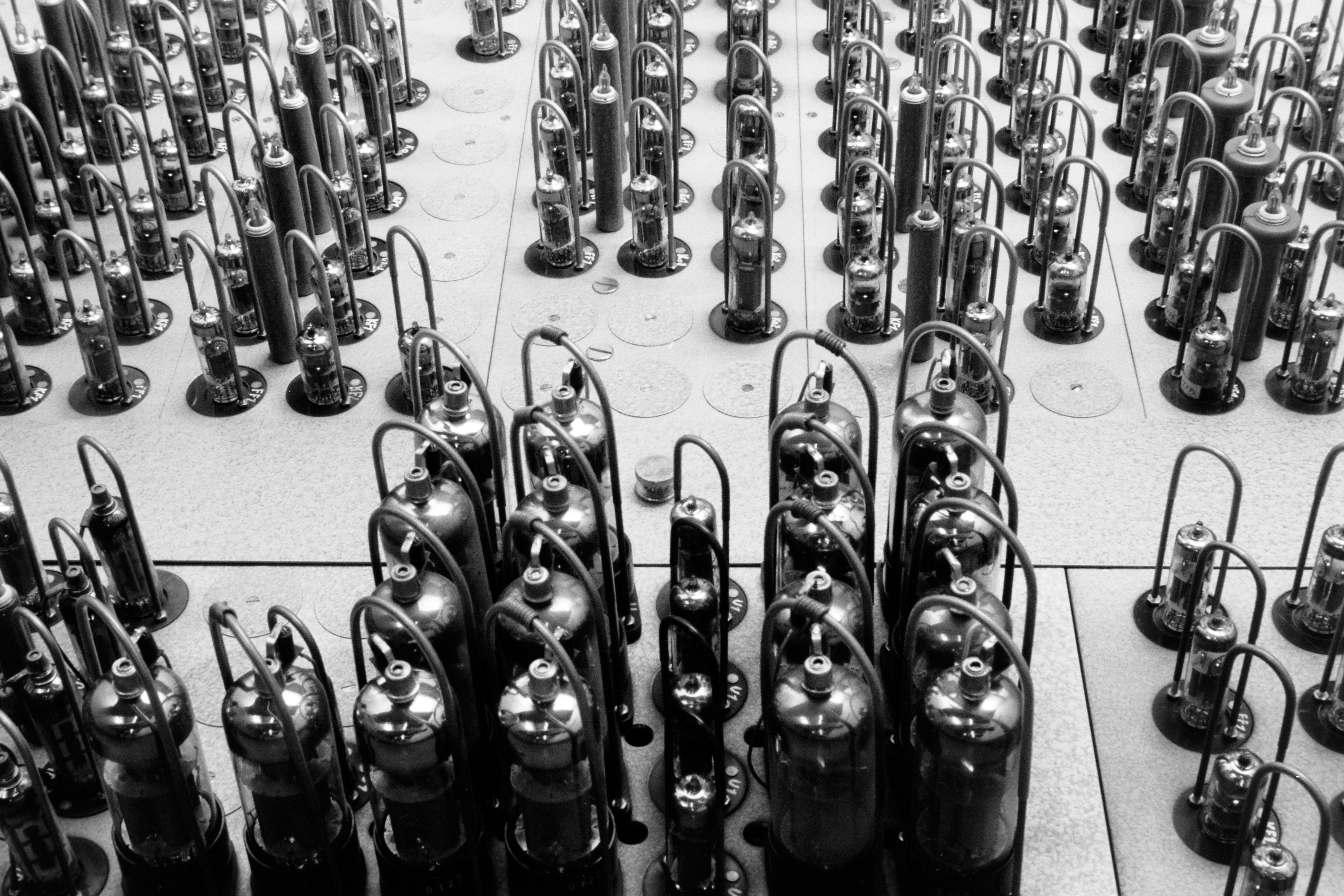
Detail der Röhrenbestückung: Oben Teile von Registern, je Bit mit einer Doppeltriode zur Speicherung und einer Glimmlampe zur Anzeige; unten Mitte Leistungspentoden zur Direktansteuerung des Druckers

Wie die G1 und G2 wurde die G3 in Röhrentechnik ausgeführt, die eine höhere Schaltgeschwindigkeit als damals verfügbare Transistoren ermöglichte; so waren die Register aus bistabilen Röhrenschaltungen aufgebaut, für jedes Bit ein Flipflop.
Anders als ihre Vorgänger hatte sie jedoch ein paralleles, Mikroprogramm-gesteuertes Rechenwerk: Die Bits einer Zahl wurden also z. B. nicht (seriell) nacheinander, sondern (parallel) gleichzeitig addiert, und die einzelnen Rechenbefehle, etwa Multiplikation oder Wurzelziehen, bestanden aus elementaren Operationen wie Verschiebung der Zahl im Rechenregister, Addition eines Registerinhaltes zu einem anderen usw. Dank der Mikroprogrammsteuerung konnte man auch mit technisch einfachen Mitteln weitere Maschinenbefehle realisieren, die nicht von vornherein vorgesehen waren, selbst noch nach Inbetriebnahme der G3.
Als Arbeitsspeicher wurde statt des bisherigen Trommelspeichers ein selbst entwickelter Magnetkernspeicher eingesetzt.
Auf Vorschlag von Friedrich L. Bauer und Klaus Samelson wurde ein Kellerspeicher (Stack) in Form von 16 reservierten Arbeitsspeicherwörtern und entsprechenden Maschinenbefehlen implementiert.
Diese Neuerungen machten die G3 zu einem schnellen Rechner.

## Technische Daten
- Arbeitsweise: parallel, durch Ferritkernkette gesteuerte Mikrobefehle, Taktfrequenz 200 kHz, 6 Indexregister zur Adressmodifikation, 16 Kellerregister zur Zwischenspeicherung
- Informationsdarstellung: Wortlänge 43 Bits, Zahlensystem: dual, Zahlenbereich 10−77 < |x| < 1077, Gleitkomma 33 Bits Mantisse, 9 Bits Exponent, 1 Bit Kennzeichen
- Befehle: 64 Einadressbefehle, 2 Befehle à 21 Bits je Wort
- Hauptspeicher: Kernspeicher 4.096 Worte à 42 Bit + 1 Kennzeichenbit, Zykluszeit: 10 µsec
- Rechenzeiten: Gleitkomma-Multiplikation 300–400 µsec, Mittlere Operationsgeschwindigkeit 5.000–10.000 Op/sec
- Ein-/Ausgabe: 10 Lochstreifenleser (200 Z/sec), Schreibmaschine (13 Z/sec),  Lochstreifenstanzer (50 Z/sec), Zeilendrucker, Kathodenstrahl-Sichtgerät als Analogausgabe (ab 1962), Magnetbandspeicher (ab 1961)
- Bauelemente: 1.500 Röhren, 6.000 Germaniumdioden, 600 bis 700 Ferritkerne für die Mikroprogrammsteuerung, 176.128 Ferritkerne für den Arbeitsspeicher[8]

## Programmierung
Die Programme für die G3 wurden in einer maschinenahen symbolischen Sprache entwickelt, auf Programmierpapier codiert und mittels einer modifizierten Schreibmaschine in Lochstreifen gestanzt. Das „Leseprogramm“ der G3 las den Lochstreifen ein, assemblierte daraus ein Maschinenprogramm, lud dieses in den Arbeitsspeicher und startete es anschließend.